# Celestyal Journey
Die Celestyal Journey ist ein 1994 in Dienst gestelltes Kreuzfahrtschiff der zypriotischen Reederei Celestyal Cruises, das bis 2020 als Pacific Aria von der Reederei P&O Cruises Australia betrieben wurde. Sie wurde ursprünglich bis 2015 als Ryndam für die Holland-America Line eingesetzt.

## Geschichte

### Einsatz bei Holland America Line

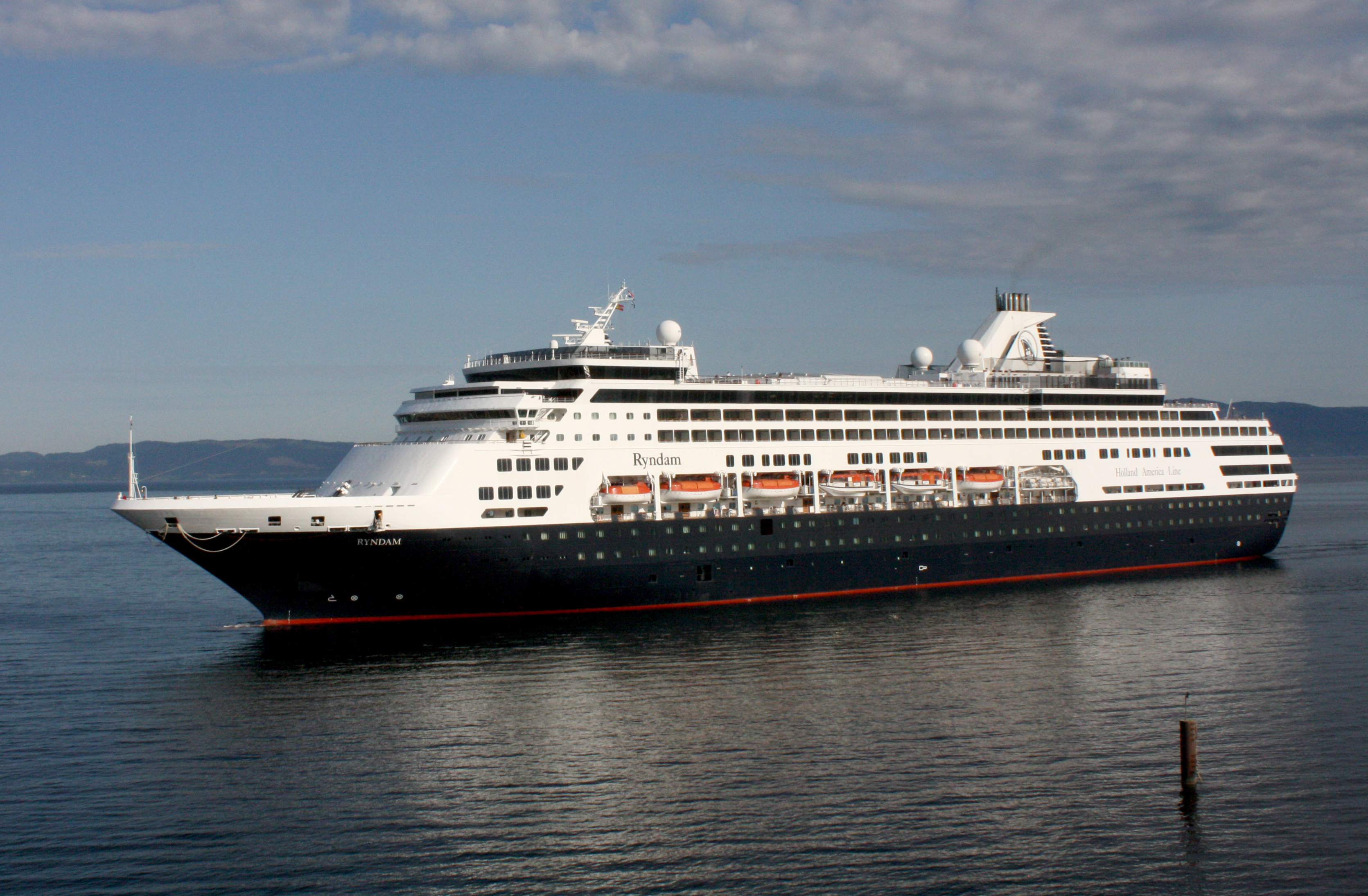
Als Ryndam in Trondheim, Juli 2014

Die Ryndam entstand unter der Baunummer 5883 in der Werft von Fincantieri in Monfalcone und lief am 1. November 1993 vom Stapel. Nach der Ablieferung an die Holland-America Line am 9. September 1994 brach sie am 20. Oktober 1994 zu ihrer Jungfernfahrt auf. Das Schiff gehört der aus insgesamt vier Einheiten bestehenden Statendam-Klasse an, die auch als S-Klasse bezeichnet wird.

### Wechsel zu P&O Cruises Australia
Nach 20 Jahren im Einsatz für Holland-America wurde im Mai 2014 der Transfer der Ryndam an P&O Cruises Australia, wie auch die Holland-America Line eine Tochtergesellschaft der Carnival Corporation, bekannt gegeben. Nach der Kreuzfahrtsaison 2015 ging das Schiff im Oktober 2015 für Umbauarbeiten zur Werft von Sembcorp Marine in Singapur. Am 25. November 2015 erfolgte die offizielle Taufe unter dem neuen Namen Pacific Aria in Sydney. Ebenfalls im Jahr 2015 wechselte das Schwesterschiff Statendam zu P&O Cruises Australia, welche anschließend in Pacific Eden umbenannt wurde. Beide Schiffe waren zuvor bei Sembcorp Marine Admiralty Yard umgebaut worden.

### Geplanter Verkauf an Cruise & Maritime Voyages und Insolvenz
2019 verkaufte Carnival Corporation das Schiff an Cruise & Maritime Voyages. Es sollte im Mai 2021 übergeben werden, nach der österreichischen Weltreisenden in Ida Pfeiffer umbenannt werden und die Astor bei der Tochtergesellschaft Transocean Kreuzfahrten ersetzen. Noch vor den Übernahme meldete Cruise & Maritime Voyages jedoch im Juli 2020 Insolvenz an.

### Verkauf an die Seajets Group
Infolge der Insolvenz von CMV verkaufte Carnival Corporation das Schiff an Ealgepower Shipping, Tochtergesellschaft der griechischen Seajets Group, welche das Schiff im November 2020 übernahm. Das Schiff wurde daraufhin in Aegean Goddess umbenannt. Seajets hatte bereits zuvor mit der Aegean Myth und der Aegean Majesty zwei Schwesterschiffe der Aegean Goddess übernommen.

### Verkauf an Celestyal Cruises
Im Februar 2023 wurde bekannt, dass der chinesische Anbieter für Flusskreuzfahrten Victoria Cruise Lines die Aegean Goddess und ihr Schwesterschiff Aegean Majesty für Kreuzfahrten mit Kabinen zur Langzeitmiete einsetzen wolle. Kurz darauf gab jedoch die zypriotische Reederei Celestyal Cruises den Erwerb des Schiffes bekannt. Das in Celestyal Journey umbenannte Schiff nahm im September 2023 den Betrieb auf. In der Wintersaison 2024/25 war das Schiff, erstmals bei der Reederei, im Persischen Golf unterwegs.